# Vratji Vrh
Vratji Vrh je naselje v Občini Apače.